# Pontru
Pontru é uma comuna francesa na região administrativa de Altos da França, no departamento de Aisne. Estende-se por uma área de 14,98 km². Em 2010 a comuna tinha 265 habitantes (densidade: 17,7 hab./km²).